# Козин, Павел Минович
Павел Минович Козин (10 июля 1921 — 16 марта 1998) — командир орудия 435-го истребительно-противотанкового артиллерийского полка (8-я истребительно-противотанковая артиллерийская бригада, 69-я армия, 1-й Белорусский фронт) старший сержант, участник Великой Отечественной войны, кавалер ордена Славы трёх степеней.

## Биография
Родился 10 июля 1921 года на хуторе Синицкий ныне Погарского района Брянской области в семье крестьянина. Русский.
В 7 лет остался сиротой, воспитывался вместе с младшими братьями и сёстрами под опекой старшей сестры. Окончил 4 класса. Трудился с малых лет: пас скот, работал в поле, на лугу, на подворье. Работал в колхозе «Красный борец».
В октябре 1940 года был призван в Красную армию Погарским райвоенкоматом. Службу проходил на Дальнем Востоке. Начало Великой Отечественной войны красноармеец Козин встретил повозочным 262-го стрелкового полка Владимиро-Ольгинской военно-морской базы Тихоокеанского флота.
В декабре 1942 года в составе большой группы личного состава Тихоокеанского флота убыл в действующую армию. Был зачислен в 53-й запасной артиллерийский полк Южного фронта. Освоил воинскую специальность наводчика орудия, стал младшим сержантом.
С февраля 1943 года участвовал в боях с захватчиками в составе 435-го отдельного Сталинградского истребительно-противотанкового артиллерийского полка. В его составе прошёл весь боевой путь, был наводчиком, затем командиром расчёта. Начинал бои с 45-миллиметровым орудием, вскоре получил 57 мм пушку.
Принимал участие в боях за Воронеж, освобождал Льгов, воевал на Донбассе. Первую боевую награду заслужил в боях на подступах к городу Иловайск, когда действуя как наводчик, огнём своей пушки в упор уничтожил танк и бронемашину противника. Награждён орденом Красной Звезды. В дальнейших боях награждён двумя орденами Отечественной войны 2-й степени: осенью 1943 года за бои под Мелитополем и в апреле 1944 года за бои на реке Турья.
В апреле 1944 года полк в составе 8-й отдельной истребительно-противотанковой артиллерийской бригады переведён в состав 60-й армии 1-го Украинского фронта. Участвовал в освобождении города Львов, с боями прошёл до реки Вислы. В этих боях старший сержант Козин командовал расчётом.
В ночь на 1 августа 1944 года орудие старшего сержанта Козина стояло на правом берегу реки Висла у переправы. От сильного артиллерийского огня противника загорелись ящики со снарядами. Рискуя жизнью, Козин организовал расчёт на тушение пожара, ликвидировал его, сохранил снаряды и орудие. Командиром полка был представлен к присвоению звания Герой Советского Союза.
Приказом командующего артиллерией 1-го Белорусского фронта от 20 августа 1944 года (№ 114/н) старший сержант Козин Павел Минович награждён орденом Славы 3-й степени.
24-25 января 1945 года в боях юго-восточнее города Познань (Польша) старший сержант Козин выбрал правильную позицию, точным огнём рассеял и уничтожил 15 гитлеровцев, подавил противотанковые орудия врага, две пулемётные точки, отразил 2 контратаки немцев. Своими действиями способствовал удержанию занятой позиции и продвижению войск.
Приказом по войскам 1-го Белорусского фронта от 8 марта 1945 года старший сержант Козин Павел Минович награждён орденом Славы 2-й степени.
1 марта 1945 года при прорыве обороны противника в районе населённого пункта Нантиков (Польша) старший сержант Козин огнём своего орудия прямой наводкой разрушил окоп с автоматчиками. В критическую минуту боя заменил погибшего командира взвода, успешно командовал подразделением, выполнил поставленную боевую задачу. 6 марта в бою около города Лабес (ныне Лобез, Польша) при отражении контратаки расчёт под его командованием рассеял до взвода пехоты, уничтожили 3 пулемёта врага, несколько повозок с военными грузами. Был представлен к награждению орденом Славы 1-й степени.
Ещё раз отличился на завершающем этапе войны, в боях в ходе Берлинской операции. 16 апреля 1945 года при прорыве обороны противника огнём прямой наводкой его расчёт уничтожил 3 пулемётные точки, разрушил наблюдательный пункт и рассеял и уничтожил до 30 гитлеровцев. 22 апреля, когда его орудие было разбито, перешёл к соседнему, оставшемуся без командира, и продолжил вести огонь. Награждён орденом Красного Знамени.
Последние два ордена были вручены уже после Победы.
Указом Президиума Верховного Совета СССР от 31 мая 1945 года старший сержант Козин Павел Минович награждён орденом Славы 1-й степени. Стал полным кавалером ордена Славы.
В июне 1946 года старшина Козин был демобилизован. Вернулся в родной хутор. Несколько лет работал председателем колхоза «Красный борец», восстановил разрушенное войной хозяйство.
Последние годы жил в районном центре — посёлке Погар Погарский район Брянская область. Скончался 16 марта 1998 года. Похоронен на кладбище хутора Синицкий.

## Награды
- Полный кавалер ордена Славы:
  - орден Славы I степени (31.05.1945, орден № 470)[4];
  - орден Славы II степени (08.03.1945, орден № 9656)[5];
  - орден Славы III степени (20.08.1944, орден № 164050)[6];
- Орден Красного Знамени (31.05.1945)[7]
- Орден Отечественной войны I степени (11.03.1985)[8]
- Орден Отечественной войны II степени (17.10.1943)[9]
- Орден Отечественной войны II степени (14.05.1944)[10]
- Орден Красной Звезды (03.09.1943)[11]
- медали, в том числе:
  - «За освобождение Варшавы» (9.6.1945)[10]
  - «В ознаменование 100-летия со дня рождения Владимира Ильича Ленина» (6 апреля 1970)
  - «За победу над Германией» (9 мая 1945[12])[10]
  - «За взятие Берлина» (9.6.1945)[10]
  - «20 лет Победы в Великой Отечественной войне 1941—1945 гг.» (7 мая 1965[13])
  - «30 лет Победы в Великой Отечественной войне 1941—1945 гг.»[14]
  - 40 лет Победы в Великой Отечественной войне 1941—1945 гг.[15]
  - 50 лет Победы в Великой Отечественной войне 1941—1945 гг.[16]
  - «30 лет Советской Армии и Флота»[17]
  - «40 лет Вооружённых Сил СССР»[18]
  - «50 лет Вооружённых Сил СССР» (26 декабря 1967[19])
- Знак «25 лет победы в Великой Отечественной войне» (1970)

## Память
- На могиле установлен надгробный памятник
- Его имя увековечено в Главном Храме Вооружённых сил России, и навсегда запечатлено на мемориале «Дорога памяти»
- В хуторе Синицкий на доме где жил ветеран установлена мемориальная доска.